# Kertj (by)
 For alternative betydninger, se Kertj. (Se også artikler, som begynder med Kertj)
Kertj, (ukrainsk: Керч, krimtatarisk: Keriç, græsk: Κερτς) er en by på halvøen af samme navn på Krims østkyst. Byen har 148.932(2016) indbyggere.
Kertj blev grundlagt for 2.600 år siden som en oldgræsk koloni, og den anses for at være en af de ældste byer på Krim. I 1700-tallet blev opført fæstningen Enikale ved Kertj. 
Byen voksede markant fra begyndelsen af 1920'erne og var scene for et stort slag under anden verdenskrig.
I dag er Kertj en af de største byer på Krim blandt republikkens vigtigste centre for industri, transport og turisme. Kertj adskilles fra det russiske fastland af Kertjstrædet.